# Yeşilyöre, Türkoğlu
Yeşilyöre là một thị trấn thuộc huyện Türkoğlu, tỉnh Kahramanmaraş, Thổ Nhĩ Kỳ. Dân số thời điểm năm 2010 là 3.802 người.